# Raionul Horol, Poltava
Horol (în ucraineană Хорольський район, transliterat: Horolskîi raion) este un raion în regiunea Poltava, Ucraina. Reședința sa este orașul Horol.

## Demografie
Componența lingvistică a raionului Horol
     Ucraineană (97,26%)
     Rusă (2,46%)
     Alte limbi (0,17%)
Conform recensământului din 2001, majoritatea populației raionului Horol era vorbitoare de ucraineană (97,26%), existând în minoritate și vorbitori de rusă (2,46%).